# Grzybówka bruzdowanotrzonowa

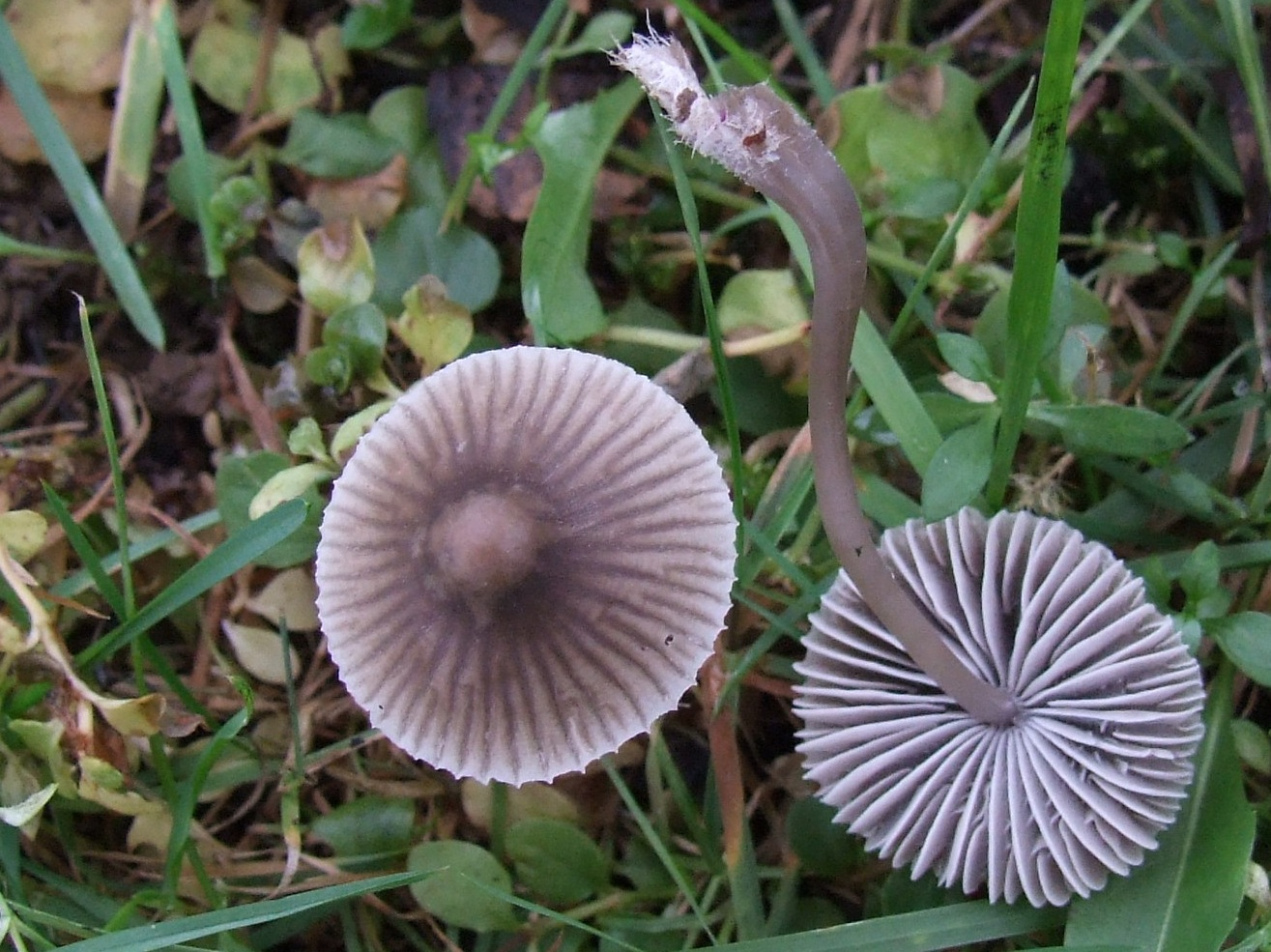
Mycena polygramma

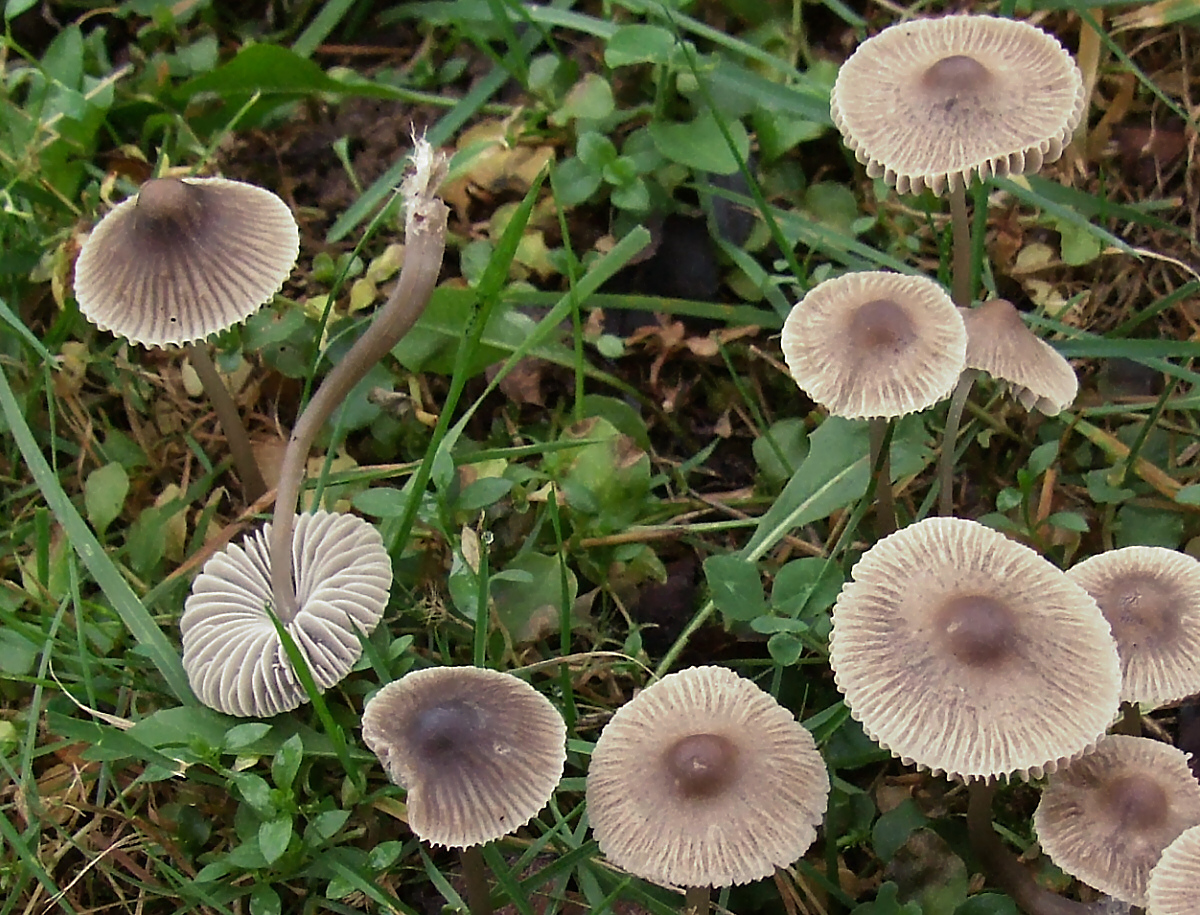

Grzybówka bruzdowanotrzonowa (Mycena polygramma (Bull.) Gray) – gatunek grzybów z rodziny grzybówkowatych (Mycenaceae).

## Systematyka i nazewnictwo
Pozycja w klasyfikacji według Index Fungorum: Mycena, Mycenaceae, Agaricales, Agaricomycetidae, Agaricomycetes, Agaricomycotina, Basidiomycota, Fungi.
Po raz pierwszy takson ten zdiagnozował w 1789 r. Jean Baptiste Bulliard nadając mu nazwę Agaricus polygrammus. Obecną, uznaną przez Index Fungorum nazwę nadał mu w 1821 r. Samuel Frederick Gray, przenosząc go do rodzaju Mycena.
Synonimy:

- Agaricus cynophallus Batsch 1786
- Agaricus polygrammus Bull. 1789
- Agaricus polygrammus var. cinerascens Alb. & Schwein. 1805
- Agaricus polygrammus var. cynophallus (Batsch) Pers. 1801
- Agaricus polygrammus Bull. (1789) var. polygrammus
- Agaricus polygrammus var. niveus Pers. 1801
- Mycena polygramma f. candida J.E. Lange 1936
- Mycena polygramma f. laevipes Robich 2010
- Mycena polygramma (Bull.) Gray (1821) f. polygramma
- Mycena polygramma f. pumila J.E. Lange 1914
- Mycena polygramma var. nana Killerm.7 1930
- Mycena polygramma (Bull.) Gray 1821 var. polygramma

F. Kwieciński w 1896 r. nadał polską nazwę grzybokarlik bruzdowany, Maria Lisiewska w 1987 r. grzybówka bruzdowana. Władysław Wojewoda w 2003 r. zaproponował nazwę grzybówka bruzdowanotrzonowa.

## Morfologia
Kapelusz
Średnicy 2–4 cm, szary lub szarobrązowy, podczas suchej pogody także srebrzystoszary, oszroniony. Jest stożkowato dzwonkowy z wyraźnym wypukłym czubkiem. Brzeg prześwitująco żłobkowany, ostry i gładki, a ponadto promieniście pomarszczony.
Blaszki
Liczba blaszek dochodzących do trzonu 23–32. Są szerokie i wąsko przyrośnięte o gładkich ostrzach. Kolor od białego do szarawego.
Trzon
O wysokości 4–10 cm i grubości 2–4 mm, czasami ze zgrubiałą i pilśniowatą podstawą. Jest kruchy, wewnątrz pusty z charakterystycznymi, podłużnymi rowkami (czasami widoczne są one tylko pod lupą). Kolor srebrzystoszary do szarobrązowego, czasami z różowofioletowym odcieniem.
Miąższ
O kolorze białym do szarobrązowego, często z różowofioletowym odcieniem. Ma charakterystyczny słaby smak rzodkwi i lekki zapach rzodkwiowo-mączny.
Cechy mikroskopowe
Podstawki 27–38 × 8–10 µm, maczugowate, 4-zarodnikowe ze sterygmami o długości do 7,5 µm. Zarodniki 8–10,5 × 5,2–7,5 µm, Q = 1,2-1,6, szeroko pipetowate, gładkie, amyloidalne. Cheilocystydy 19–60 × 5–11 µm, tworzące sterylne pasma, wrzecionowate, języczkowate, workowate, prawie cylindryczne lub o nieregularnym kształcie, gładkie lub z kilkoma grubymi, z nierównomiernie rozstawionymi naroślami, zarówno wierzchołkowymi, jak i bocznymi. Pleurocystyd brak. Trama blaszek dekstrynoidalna. Strzępki w skórce kapelusza o szerokości 1,5–4 µm, pokryte rozproszonymi lub gęstymi, pojedynczymi lub bardzo rozgałęzionymi naroślami 2–20 × 1 µm, które mają nieco tendencję do żelatynizacji i tworzenia bardzo gęstych mas. Strzępki warstwy korowej trzonu o szerokości 2–25 × 0,5–1,5 µm, często bardzo gęsto rozgałęzionych, z tendencją do tworzenia gęstych mas, często osadzonych w galaretowatej materii i trudnych do wyraźnego dostrzeżenia. Strzępki warstwy korowej trzonu o szerokości 2–4,5 µm, gładkie lub pokryte kilkoma rozsianymi naroślami, komórki końcowe o szerokości 3,5–9 µm, rozwidlone, rozgałęzione, na ogół z kilkoma grubymi naroślami do 13,5 × 5,5 µm. Sprzążki liczne w strzępkach wszystkich części grzyba.

## Występowanie i siedlisko
Występuje w Ameryce Północnej, Europie, Azji, Maroku i Algierii. W Polsce gatunek pospolity.
Występuje w lasach liściastych i iglastych, gromadnie, lecz prawie nigdy w kępkach. Rośnie na pniakach lub na zagrzebanym, spróchniałym drewnie liściastym (na iglastym rzadko), ale również na surowej ściółce. Występuje głównie pod leszczyną i dębem (szczególnie dębem szypułkowym). Owocniki pojawiają się od czerwca do października.

## Gatunki podobne
Grzybówkę bruzdowanotrzonową zazwyczaj można zidentyfikować na podstawie dużego rozmiaru, brązowawego do brązowawo szarego kapelusza i wzdłużnie rowkowanego trzonu. Czasami trzon jest uderzająco bruzdkowany, ale nadal nie zawsze jest to niezawodna cecha różnicowa, czasami zaś trzonek może być całkowicie gładki, chociaż często rozstępy będą widoczne na wierzchołku. Podobna może być grzybówka elastyczna (Mycena vitilis). Jest mniejsza i odróżnia się także innymi cechami; blaszek dochodzących do trzonu ma mniej niż 23, strzępki w trzonie zżelatynizowane, zarodniki większe i nie ma sprzążek.
Grzybówkę bruzdkowaną można pomylić także z jadalną grzybówką hełmiastą (Mycena galericulata), która ma zawsze gładką powierzchnię trzonu. Cechą rozpoznawczą grzybówki bruzdkowanej jest podłużnie rowkowany trzon (który nie występuje u innych grzybówek) oraz zapach i smak rzodkwi.